# Mitologia grega

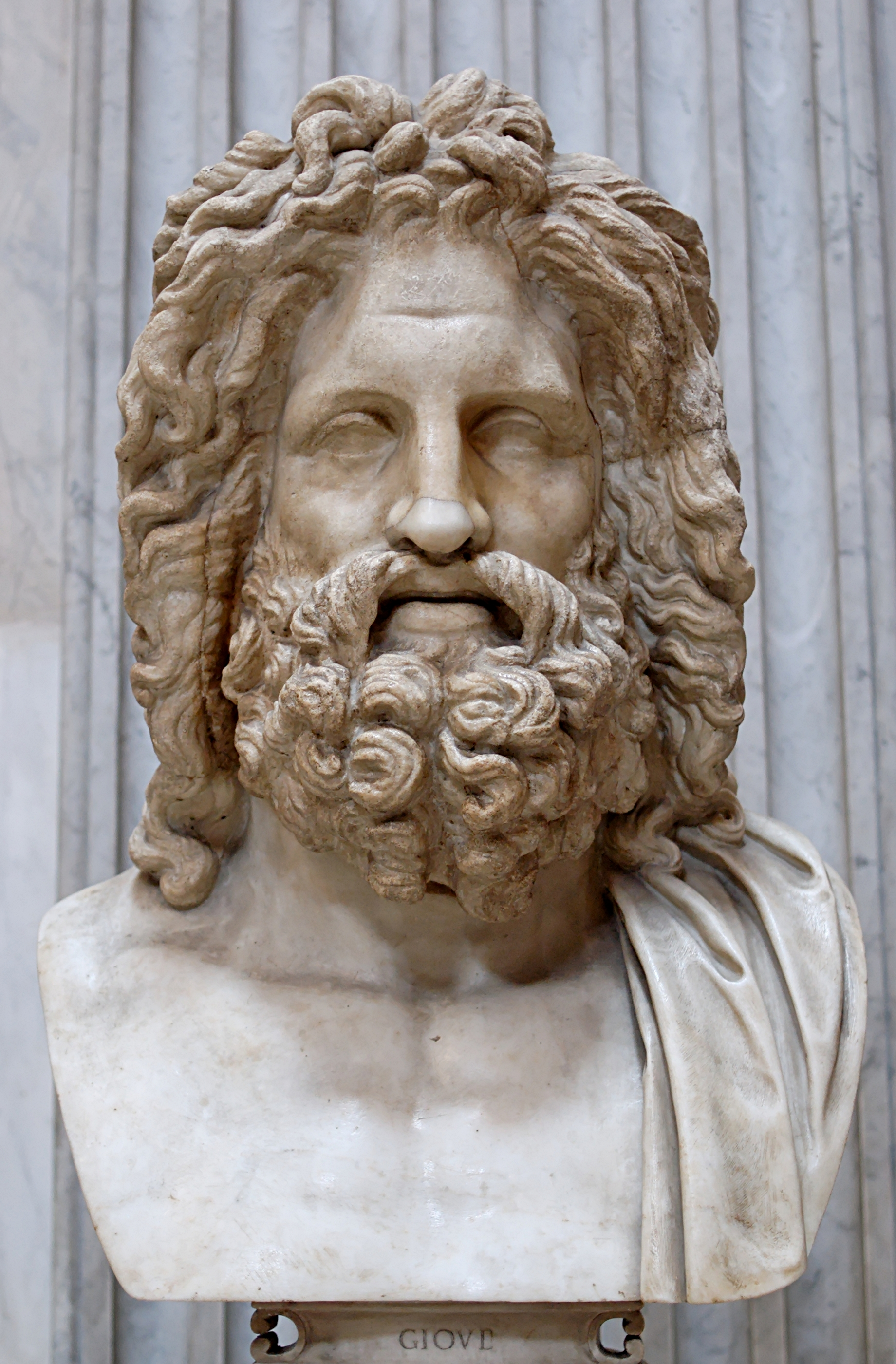
Zeus, Busto em Otricoli (Sala Rotonda, Museu Pio-Clementino, Vaticano). Cópia romana de original grego, século IV

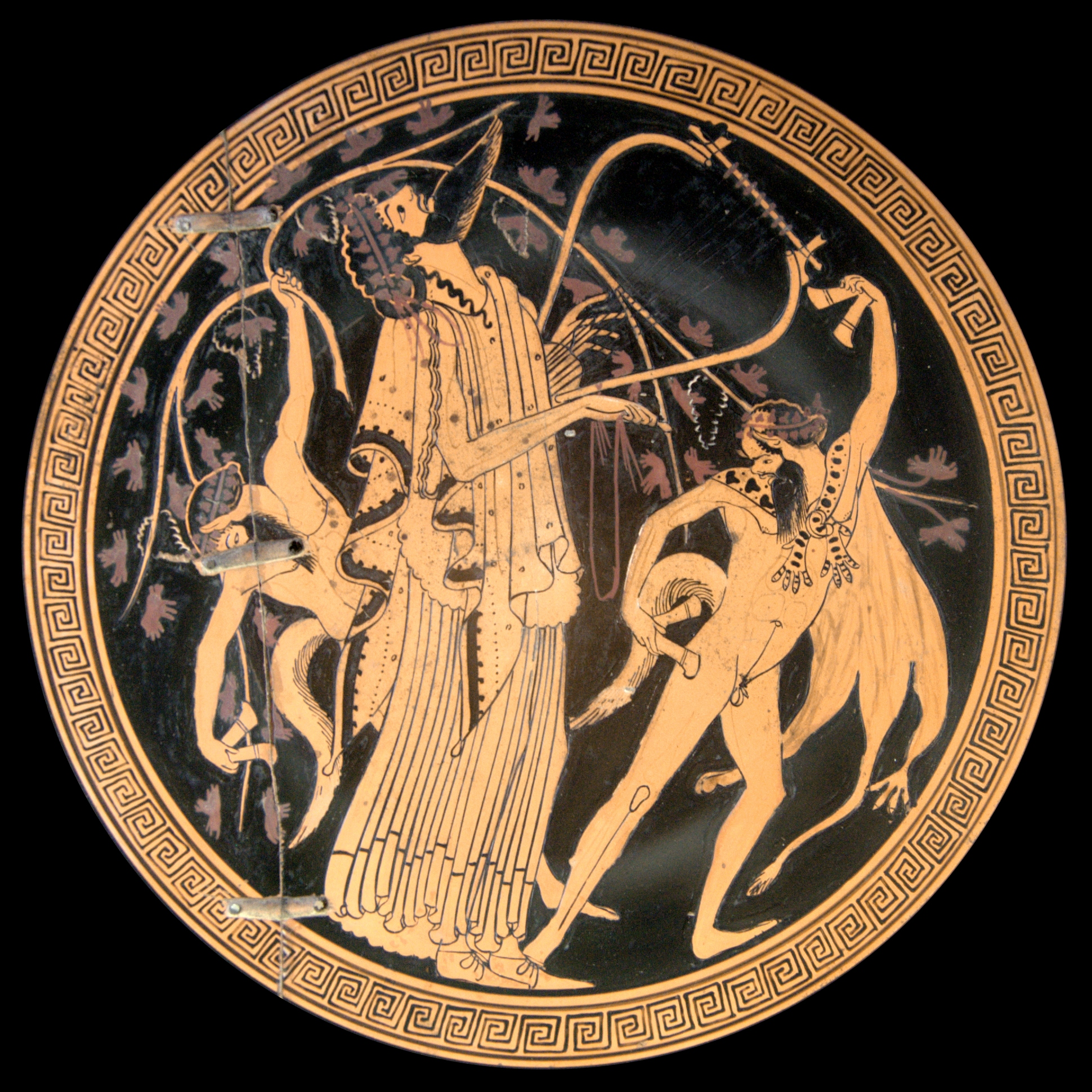
Dioniso e sátiros. Interior de vaso com figuras vermelhas,

Mitologia grega é o estudo dos conjuntos de narrativas relacionadas com os mitos dos gregos antigos e dos seus significados. Para muitos estudiosos modernos, entender os mitos gregos é o mesmo que lançar luz sobre a compreensão da sociedade grega antiga e seu comportamento, bem como suas práticas ritualísticas. Os mitos gregos ilustram as origens do mundo, os modos de vida, as aventuras e desventuras de uma ampla variedade de deuses, deusas, heróis, heroínas (deidades) e de outras criaturas mitológicas.
Ao longo dos tempos, esses mitos foram expressos através de uma extensa coleção de narrativas, que constituem a literatura grega, e também na representação de outras artes, como a pintura da Grécia Antiga e a cerâmica de figuras vermelhas. Inicialmente divulgados em tradição oral-poética, atualmente esses mitos são tratados apenas como parte da literatura grega. Tal literatura abrange as mais conhecidas fontes literárias da Grécia Antiga: os poemas épicos Ilíada e Odisseia (ambos atribuídos a Homero e que tratam dos acontecimentos em torno da Guerra de Troia, destacando a influência de deuses e de outros seres), e também a Teogonia e Os Trabalhos e os Dias, ambos produzidos por Hesíodo.
Os mitos também estão preservados nos hinos homéricos, em fragmentos de poemas do Ciclo Épico, na poesia lírica, no âmbito dos trabalhos das tragédias do século V a.C., nos escritos de poetas e eruditos do período helenístico e em outros documentos de poetas do Império Romano, como Plutarco e Pausânias. Com o avanço da pesquisa científica no final do século XIX e durante o século XX, a principal fonte de detalhes sobre a mitologia grega são as evidências arqueológicas, que descobrem e descobriram decorações e outros artefatos, como desenhos geométricos em cerâmica, datados do século VIII a.C., que retratam cenas do ciclo troiano e das aventuras de Hércules. Sucedendo os períodos Arcaico, Clássico e Helenístico, Homero e várias outras personalidades aparecem para completar as provas dessas existências literárias.
A mitologia grega tem exercido uma grande influência na cultura, nas artes e na literatura da civilização ocidental e permanece como parte da herança e da linguagem do Ocidente. Poetas e artistas desde os tempos antigos até o presente têm se inspirado na mitologia grega e descoberto que os temas mitológicos lhes legam significado e relevância em seu contemporâneo. Seu patrimônio também influi na ciência, como no caso dos nomes dados aos planetas do Sistema Solar e em estudos teóricos, acadêmicos, psicanalíticos, antropológicos e muitos outros, além de nos dias de hoje tradições neopagãs como a Wicca serem influenciadas por ela, e outras como o dianismo, a Stregheria e principalmente o dodecateísmo (ou neopaganismo helênico) tenham tentado resgatar suas crenças.

## Termo e compreensão
Num contexto acadêmico, a palavra "mito" significa basicamente qualquer narrativa sacra e tradicional, seja verdadeira ou falsa. O sufixo "-logia", derivado do radical grego "logo", representa campo de estudo sobre um assunto em particular. Com a junção de ambos os termos, "mitologia grega" seria, basicamente, o estudo dos mitos gregos, ou seja, os que fazem parte da cultura da Grécia. Sendo assim, o termo não só alude ao estudo dos mitos como também aos próprios mitos. Como escreve o professor e escritor português Carlos Ceia, "termo de dupla significação, indica, por um lado, o conjunto dos mitos ou narrativas míticas relativas a seres sobrenaturais, fantásticos ou de valor super humano e, por outro lado, o estudo ou interpretação dos mitos.".

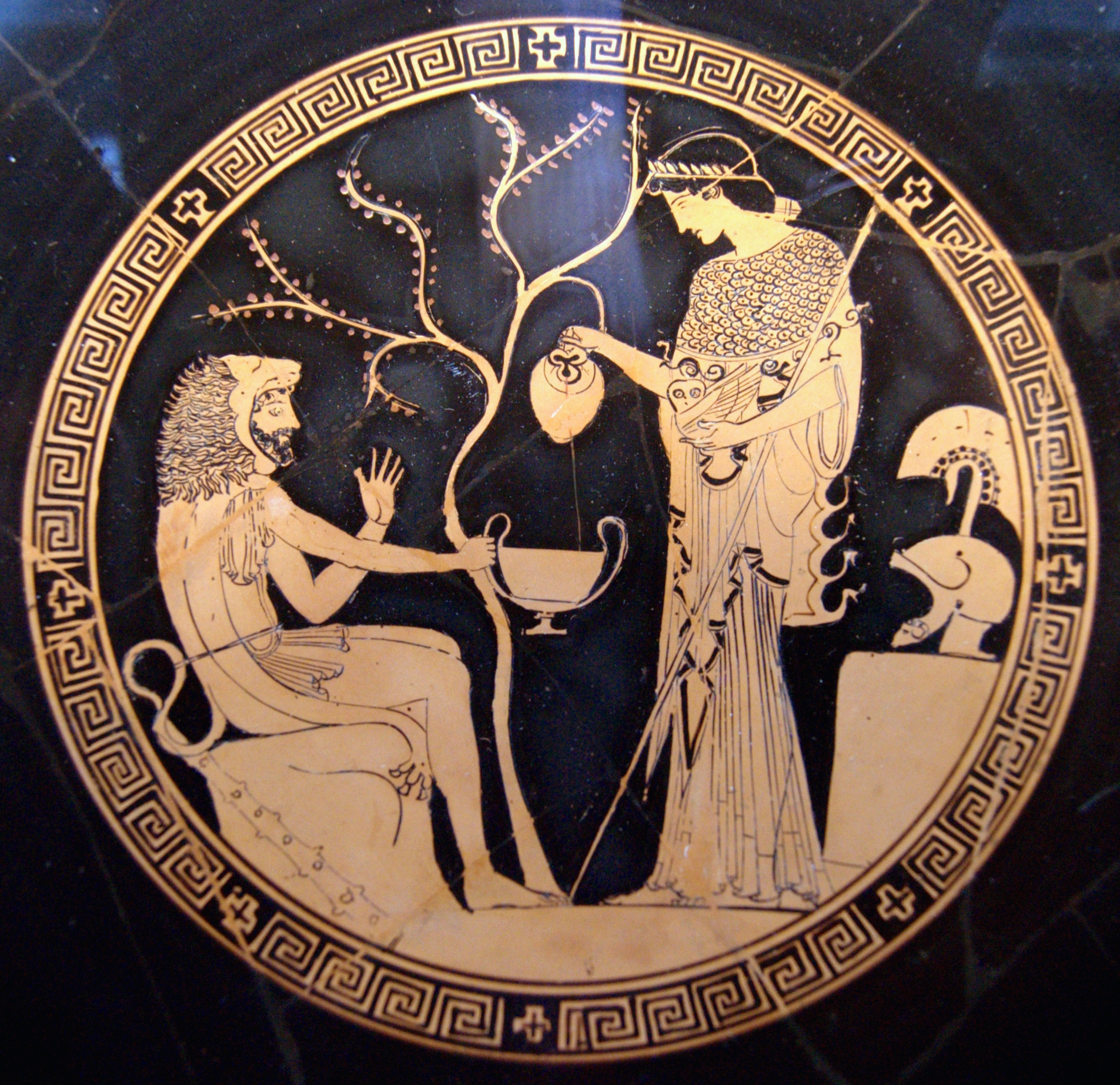
Héracles e Atena
Cerâmica grega antiga, 480–

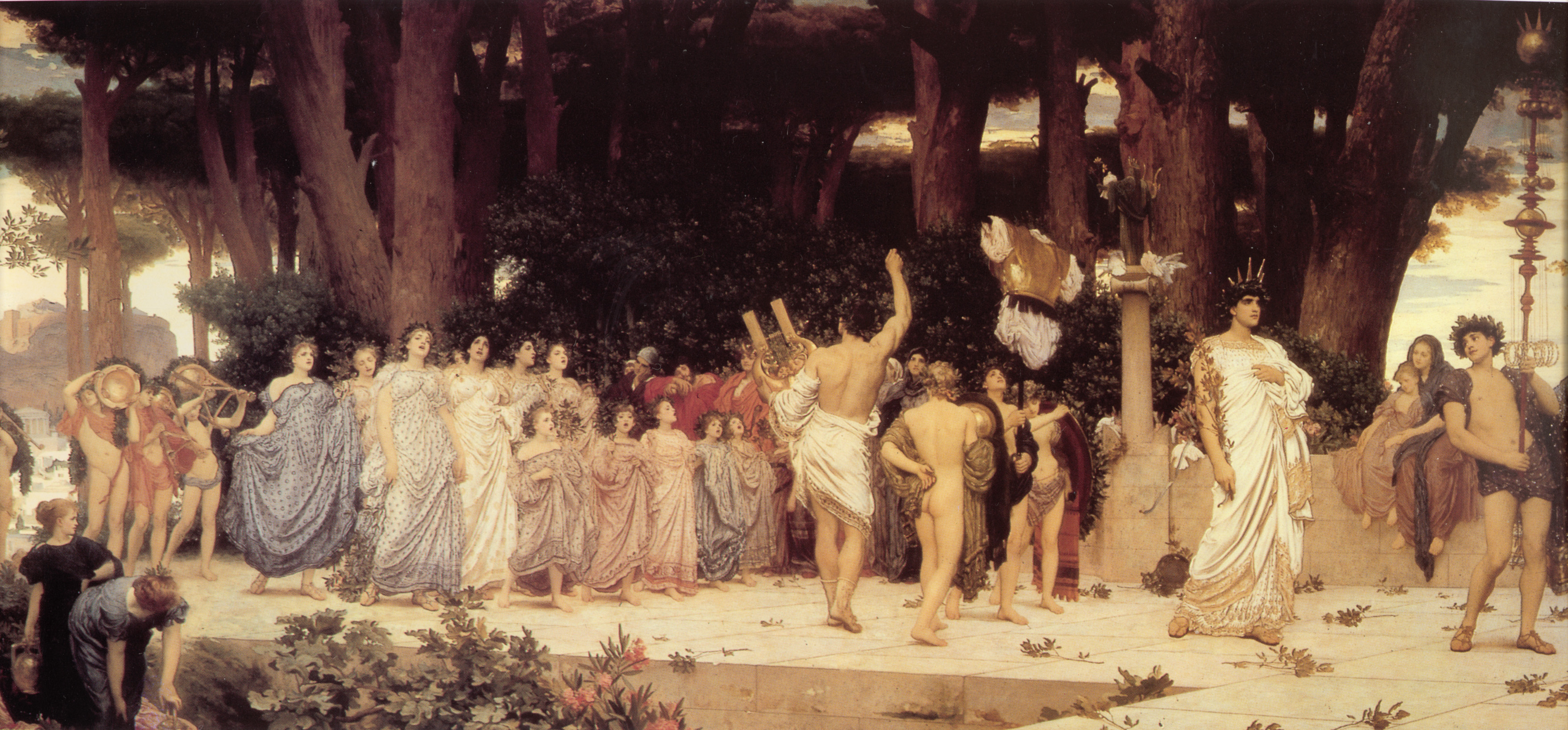
As dafnefórias. Eram um festival dedicado a Apolo celebrado pelos gregos a cada nove anos, em Tebas, Beócia.
Óleo sobre tela de Frederic Leighton, 1876

É um termo crítico moderno e, portanto, os próprios gregos e romanos antigos não se referiam a suas crenças como "mitos" ou "mitologia", mas como religião (ver capítulo Interpretação), o que ainda hoje em dia ocorre com os neopaganistas helênicos, embora estes vivam um acontecimento moderno diferente de resgate e preservação e mesmo certos grupos de adeptos entendam o papel dos mitos como arquétipos ou símbolos (ver seção Neopaganismo e resgate).
Para mais informações sobre o histórico de interpretação dos mitos gregos, dirija-se até as sub-seções: Concepções greco-romanas e Interpretações modernas. É importante ressaltar que, nesse artigo, as palavras "mitologia" e "mito" são usadas para as narrativas tradicionais e sagradas das culturas clássicas, sem qualquer implicação de que esta ou aquela seja verdadeira ou falsa.

### Mito e sociedade
A mitologia grega era assunto principal nas aprendizagens das crianças da Grécia Antiga, como meio de orientá-las no entendimento de fenômenos naturais e em outros acontecimentos que ocorriam sem o intermédio dos homens. Os gregos antigos atribuíam a cada fenômeno natural uma criatura ou deus diferente. Certos estudiosos modernos dizem que, quando passaram a inventar meios de calcular o tempo e quando criaram mecanismos de datação como o calendário, seus mitos declinaram (ver seção Declínio logo abaixo). Os poetas atribuíam esses estados térmicos, como também as relações e as características humanas, aos deuses e a outras histórias lendárias, e elas serviram durante um bom tempo como cultos ritualísticos na sociedade da Grécia antiga.
Além das crianças serem educadas através dos mitos, as famílias aristocráticas da Grécia, assim como os reis, e também profissionais, como os médicos, possuíam a tradição de se ligarem genealogicamente a antepassados míticos, geralmente divinos, ou até mesmo heroicos. Os comerciantes também cultuavam deuses, como Hermes, sempre em tentativa de deixá-lo satisfeito e assim conseguir bons resultados em suas vendas. Além de serem habituados aos sacrifícios de animais e às orações, os gregos antigos adotavam um deus particular ou um grupo deles para sua cidade, e os cidadãos construíam templos e o(s) venerava(m). Essas cidades não possuíam qualquer organização religiosa oficial, mas honravam os deuses em lugares determinados, como Apolo exclusivamente em Delfos.

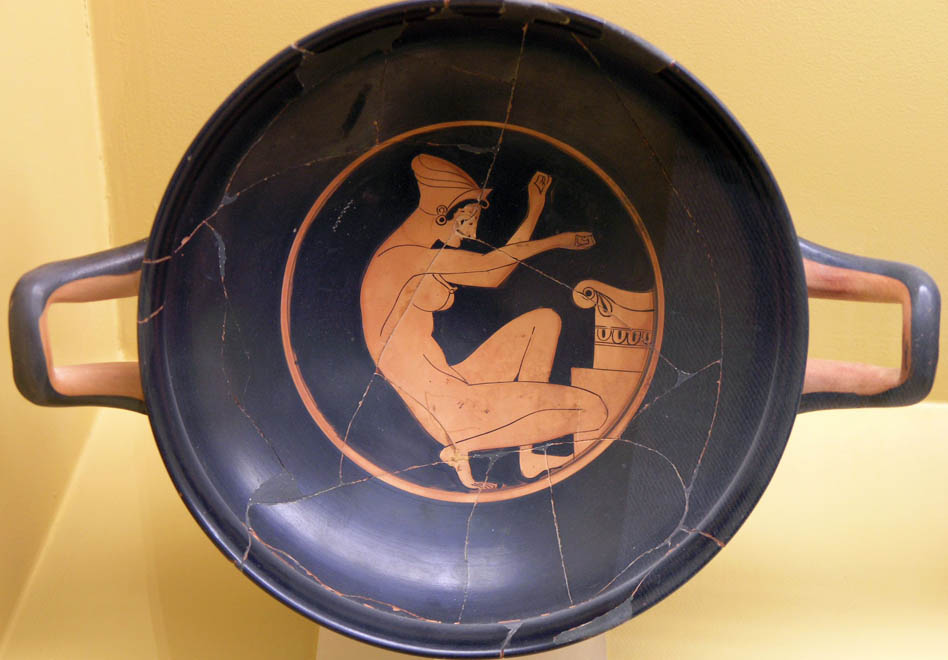
Mulher ajoelhada diante de um altar. Cerâmica de figuras vermelhas, ca. 510- Antigo Museu Ágora de Atenas

Muitos festivais religiosos eram realizados na Grécia antiga. Alguns eram especificadamente dedicados a uma deidade particular ou cidade-estado. A Lupercália, por exemplo, era comemorada na Arcádia e dedicada a Pã. Existiam também os jogos que eram realizados anualmente em locais diferentes, e que culminaram nos Jogos Olímpicos da Antiguidade, realizados a quatro anos e dedicados a Zeus. Os gregos, frequentemente, encontravam desígnios dos deuses em muitas características da natureza. Os adivinhos, por exemplo, acreditavam haver mensagens divinas contidas no voo das aves e nos sonhos. Nas cidades, os oráculos — locais sagrados — eram usados por um sacerdote que, tomado por êxtase ou loucura divina, servia de intermédio entre o diálogo de um fiel e seu deus de adoração.
Nas primeiras eras em que a recente filosofia vivia ao lado da tradicional mitologia, para o povo grego a sabedoria plena e completa pertencia aos deuses, mas os homens poderiam desejá-la e amá-la, tornando-se filósofos (philo= amizade, amor fraterno, respeito; sophia= sabedoria).

### Mito e religião

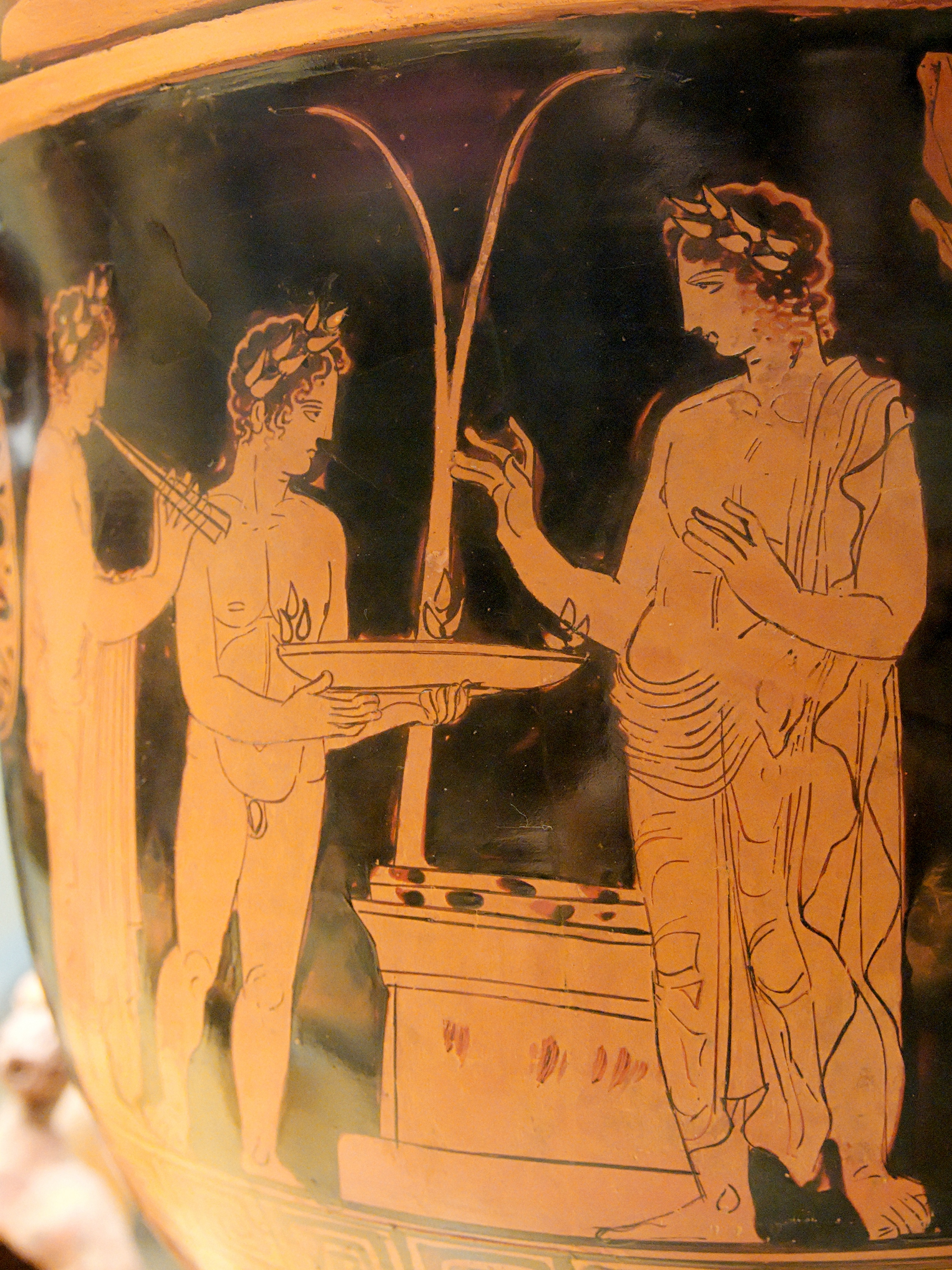
Cena de sacrifício grego
Cerâmica de figuras vermelhas do século V a.C. Museu Arqueológico de Espanha

É preciso haver um esclarecimento acerca da diferença entre mito e religião. Hoje, todas as mitologias de todos os povos são entendidas como conjunto de crenças enraizadas em relatos modernamente tidos como fictícios e imaginados pelos poetas, enquanto a religião propõe-se a criar rituais ou práticas com a finalidade de estabelecer vínculos com a espiritualidade. "Mitologia" é um termo indiscutivelmente técnico e moderno e nunca utilizado pelos próprios gregos ou romanos. Este questionamento só começará a aparecer um tempo depois, com o desenvolvimento da filosofia grega e romana. Até então, seus cultos compreendiam uma religião politeísta da qual os especialistas de hoje agrupam no que se chama "mitologia grega", analisando as narrativas poéticas como legados da literatura antiga, ao passo que os próprios gregos, sobretudo antes da fama da filosofia, acreditavam serem reais. Pode-se dizer que "mito" é todo o conjunto que nós compreendemos hoje o que em suas épocas os gregos chamavam "religião".
Para ficar mais claro, podemos dizer que os textos sacros dos gregos são o que chamamos agora de mitologia ou literatura da Grécia antiga. A Teogonia e Os Trabalhos e os Dias de Hesíodo, a Ilíada e a Odisseia de Homero e as Odes de Píndaro estão entre as obras que os gregos consideravam sacros. Estes são os principais textos que foram considerados inspirados pelos deuses e geralmente incluem no prólogo uma invocação às musas para que elas auxiliem o trabalho do poeta.
Os gregos faziam cultos os deuses do Olimpo, realizados em templos comuns ou em altares e, também, culto aos heróis históricos, realizados em suas respectivas tumbas. Dedicados a um deus ou a um herói, os templos, decorados com esculturas (de deuses ou heróis) em relevo entre o teto e o topo das colunas, eram constituídos de pedras nobres como o mármore, usadas no alto da acrópole. Os antigos teatros gregos, também, eram construídos para determinada figura mitológica, deuses ou heróis, como o teatro de Dioniso no Santuário de Apolo em Delfos.
Além da religião ter sido praticada através de festivais, nela se acreditava que os deuses interferiam diretamente nos assuntos humanos e que era necessário acalmá-los por meio de sacrifícios. Estes rituais de sacrifício desempenharam um papel importante na formação da relação entre o homem e o divino. Um dos conceitos mais importantes quanto a moral para os gregos era o medo de cometer húbris (arrogância), o que constitui muitas coisas, do estupro à profanação de um cadáver.

### Fontes literárias

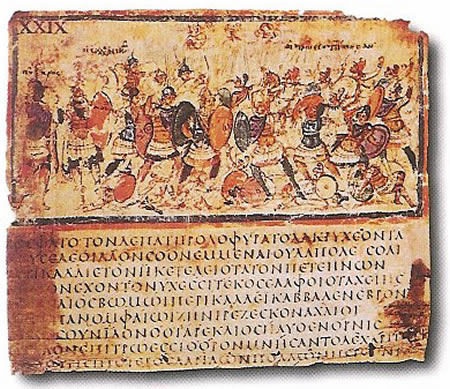
Ilíada
Livro VIII, linhas 245-53, manuscrito grego, final do século V e começo do VI

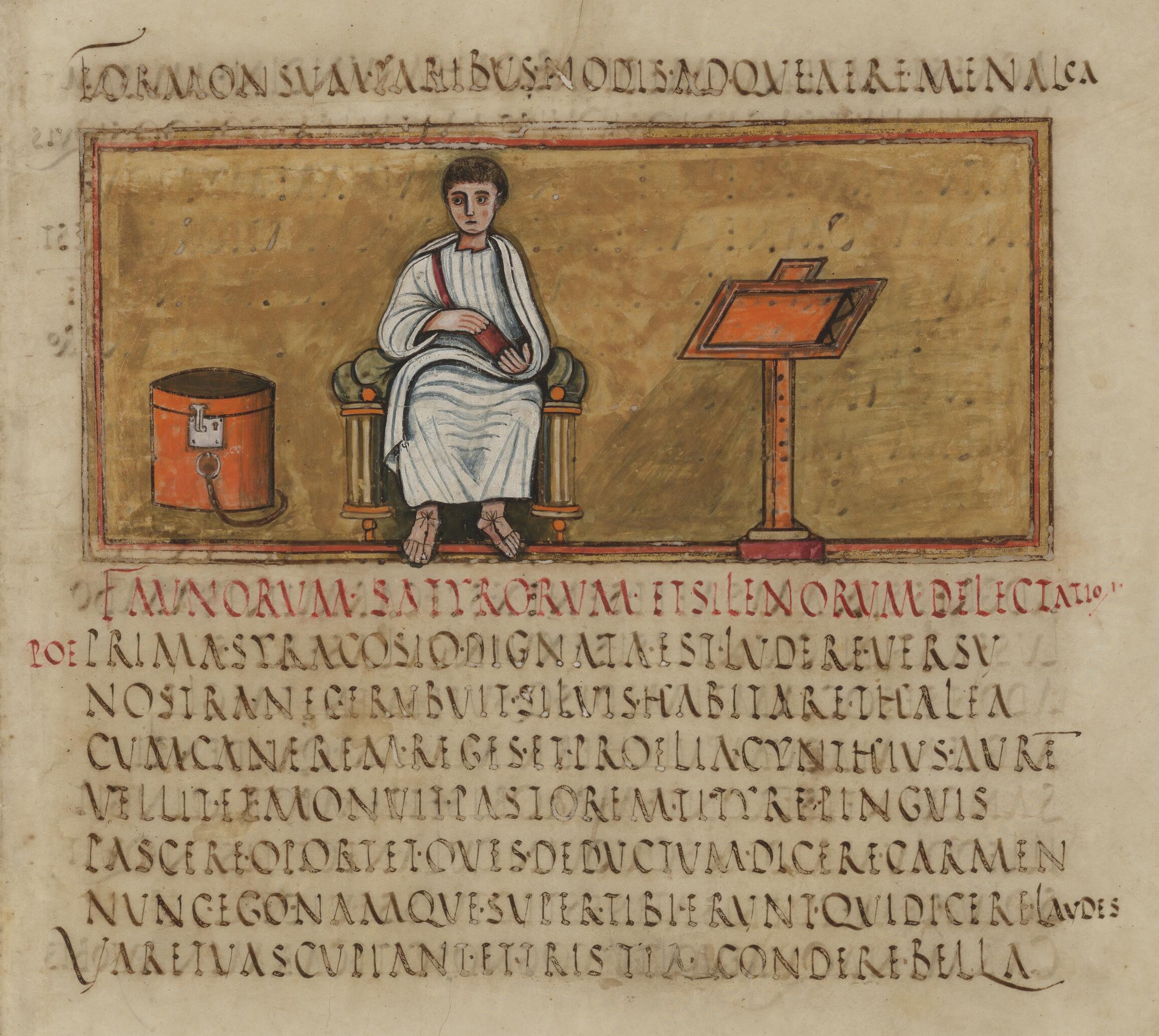
O poeta romano Virgílio, aqui retratado no manuscrito do século XV Vergilius Romanus, preservou muitos detalhes da mitologia grega em suas composições

### Fontes arqueológicas

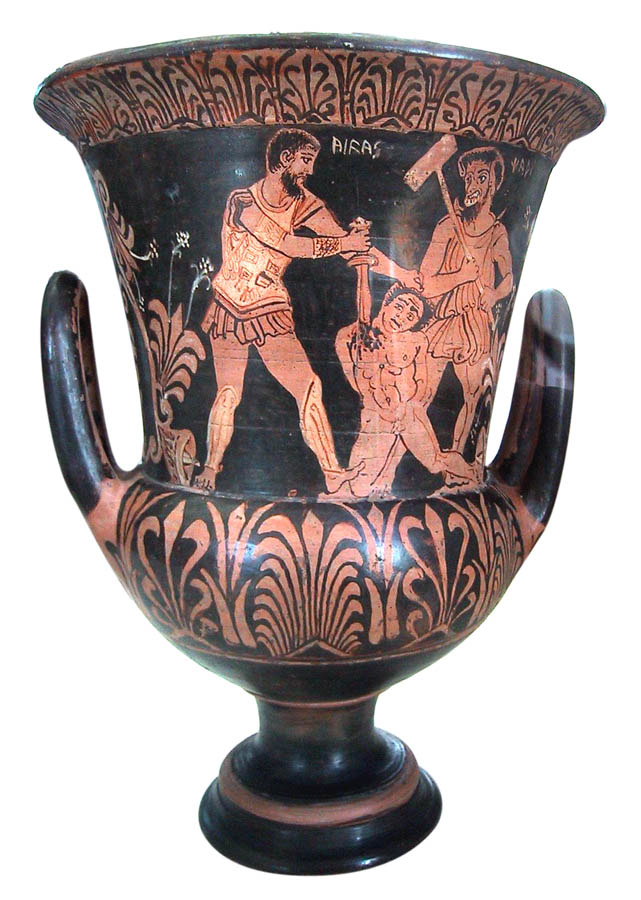
Aquiles (esq.) mata um prisioneiro de Troia diante de Caronte
Pintura-vermelha etrusca, realizada no fim do século IV e início do século III a.C.

## História

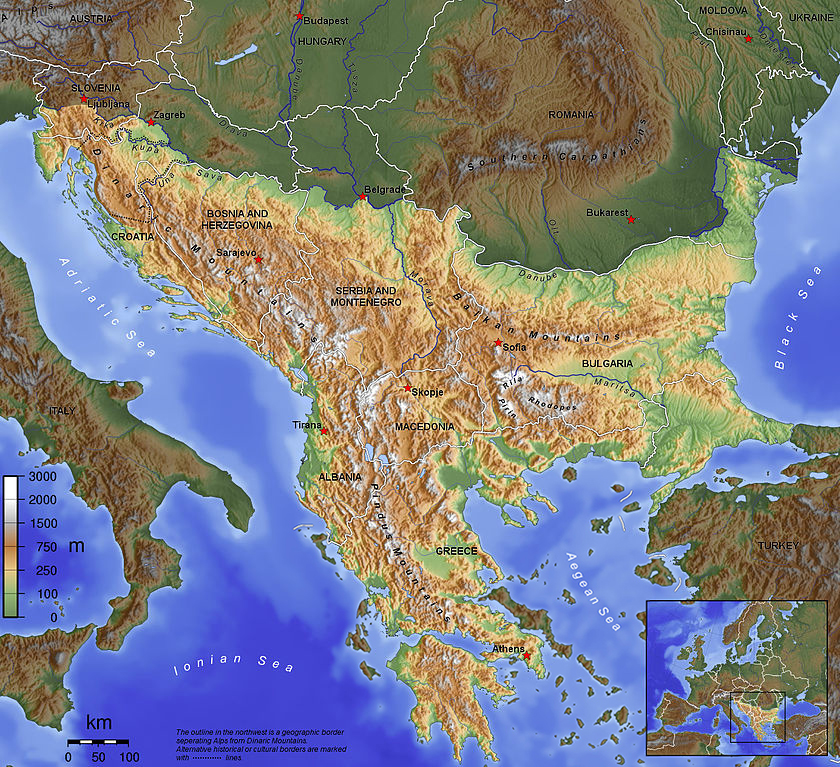
Descrição topográfica da península Balcânica

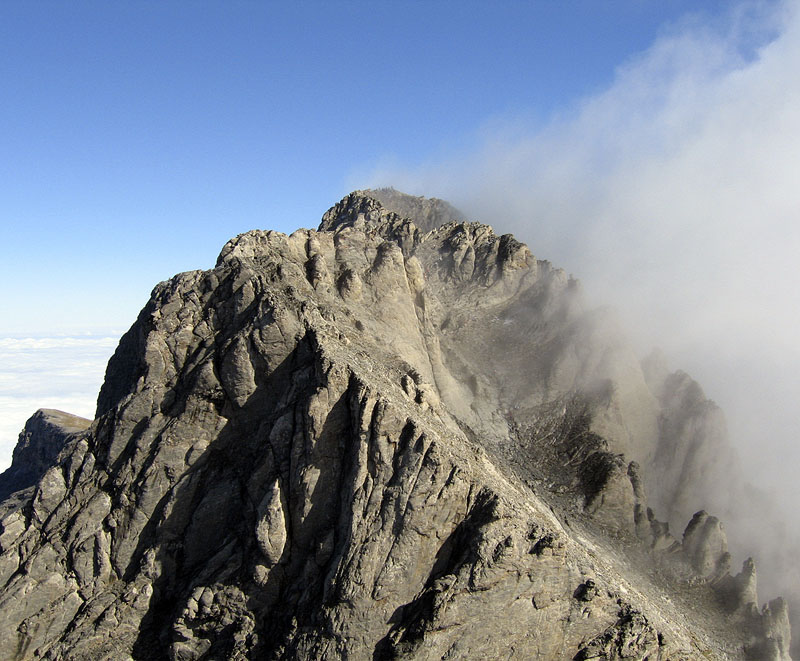
A mais alta montanha da Grécia, o monte Olimpo, em foto de 2005, onde os gregos antigos acreditavam ser a morada dos Doze Deuses.

#### Cosmogonia e cosmologia

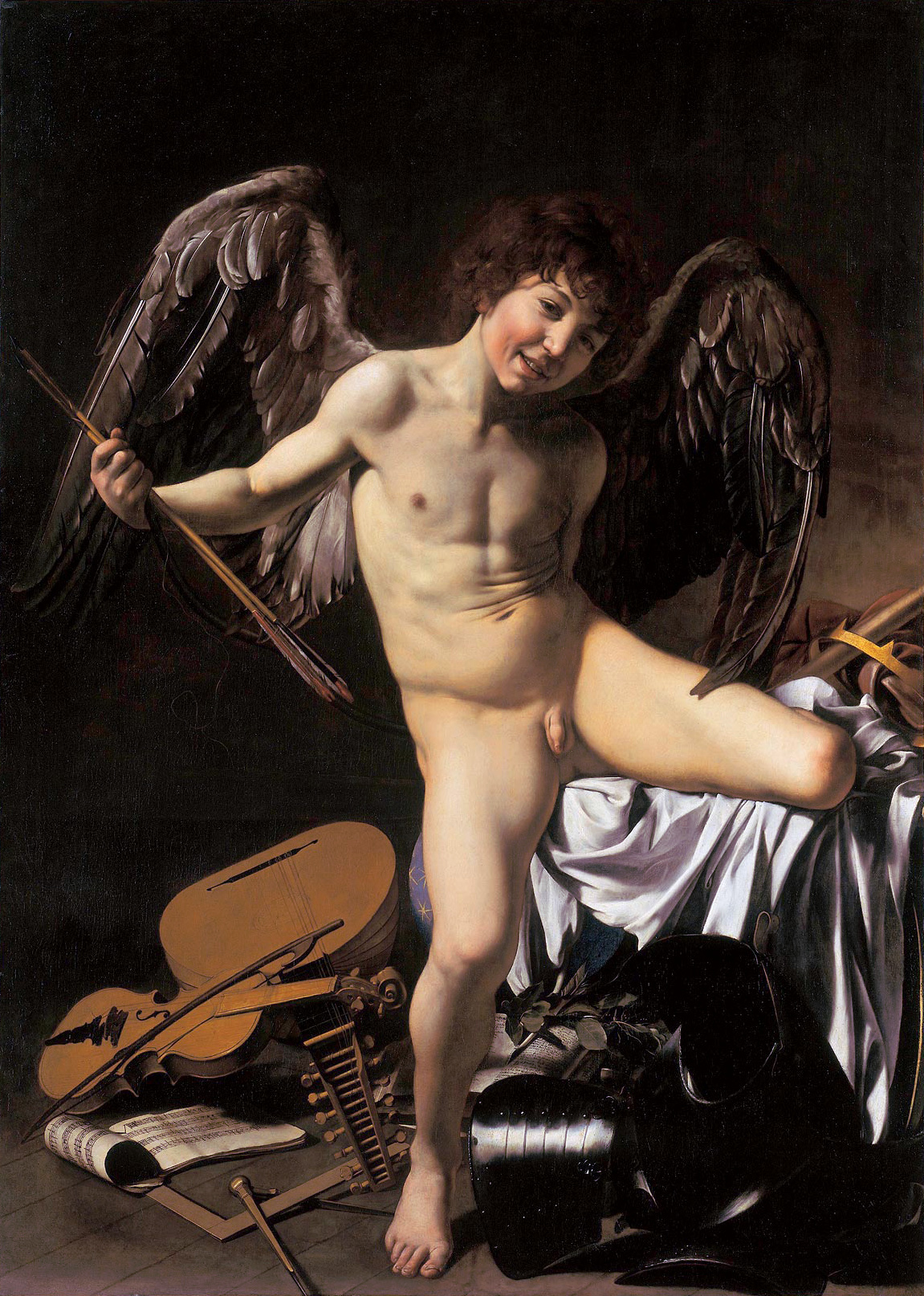
O Amor Conquista Tudo
Representação do deus Eros, pelo pintor do barroco Caravaggio

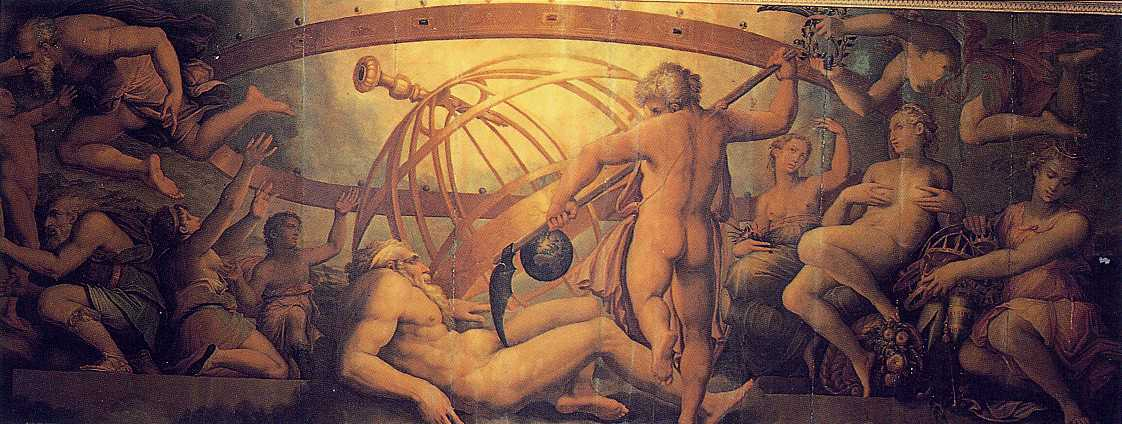
Cronos Mutilando Urano
por Giorgio Vasari e Gherardi Christofano (século XVI). Palácio Velho, Florença

#### Deuses gregos

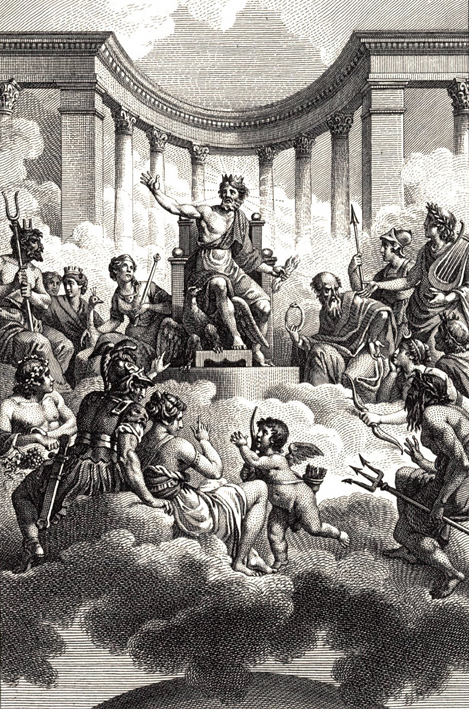
Os Doze Deuses Gregos (Zeus no trono), por Nicolas-André Monsiau (1754- 1837), finais do século XVIII

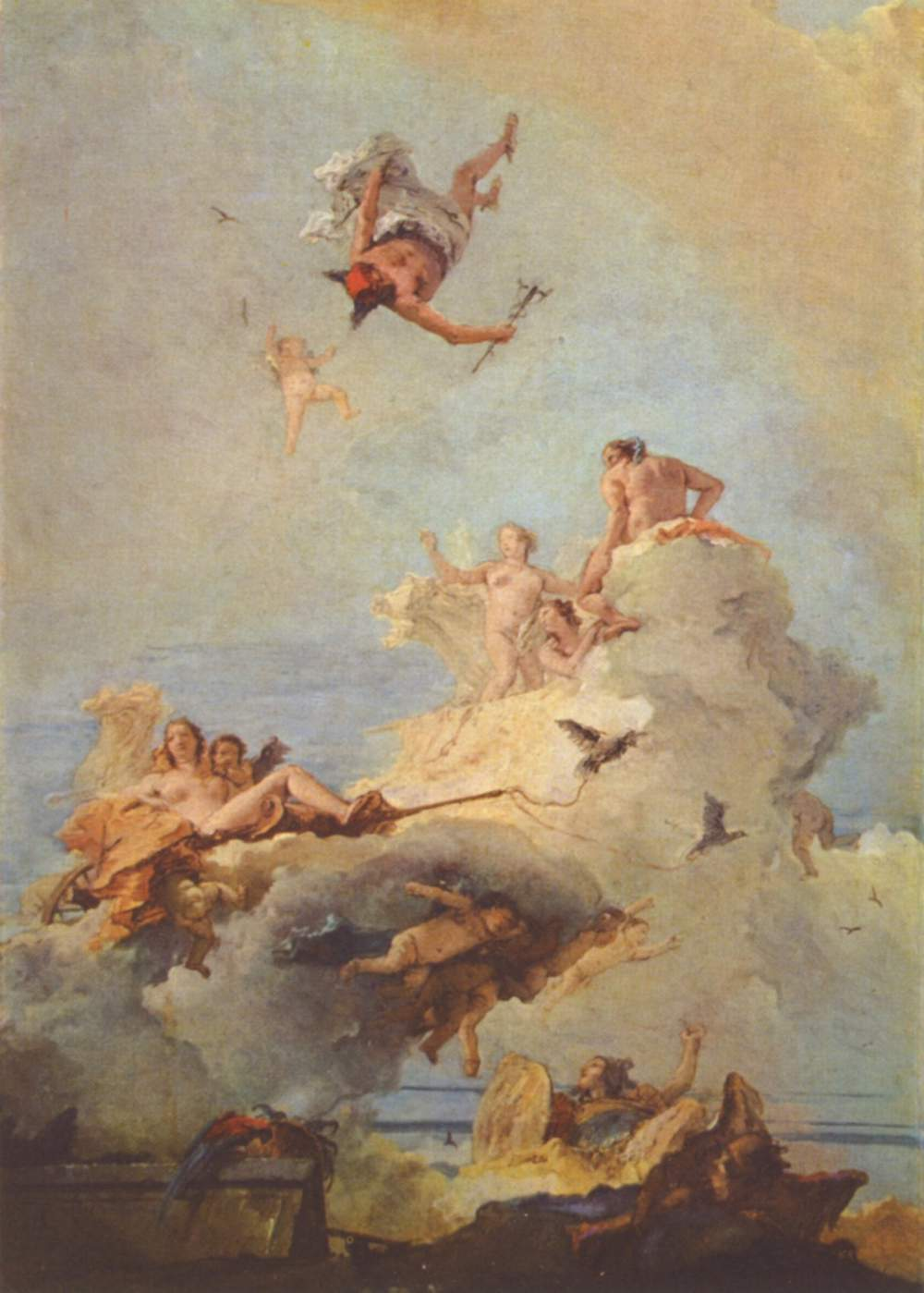
Olimpo
de Giovanni Battista Tiepolo, século XVIII, Museu do Prado

### Era dos deuses e dos mortais

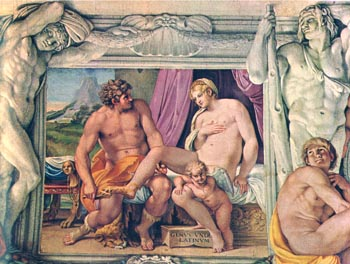
Afrodite e Anquises, por Annibale Carracci: o relacionamento entre a deusa da beleza e um homem mortal demonstra como ficou frequente as relações entre deuses e humanos no imaginário grego

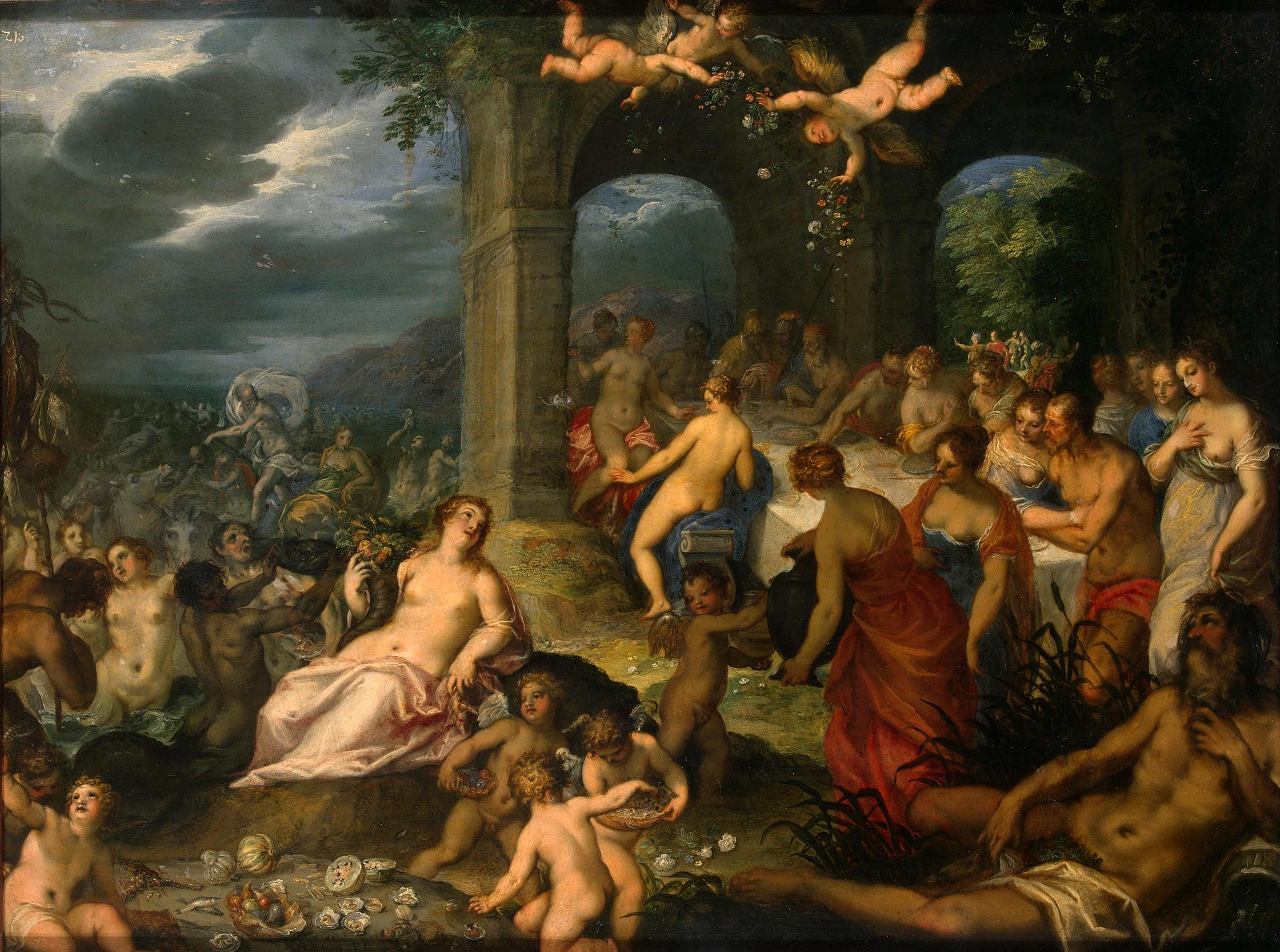
O Casamento de Peleu e Tétis
Hans Rottenhammer, 1600, Museu Hermitage